# 200 (číslo)
Dvě stě je přirozené číslo, které následuje po čísle sto devadesát devět a předchází číslu dvě stě jedna. Římskými číslicemi se zapisuje CC, řeckými číslicemi σ a hebrejskými číslicemi reš.

## Matematika
200 je:
- Abundantní číslo
- Nešťastné číslo
- Nepříznivé číslo
- Nejmenší přirozené číslo, ze kterého nelze vytvořit prvočíslo záměnou právě jedné číslice za jinou

## Chemie
- 200 je nukleonové číslo druhého nejběžnějšího izotopu rtuti.[1]

## Astronomie
- (200) Dynamene je planetka hlavního pásu, kterou objevil v roce 1879 Christian Heinrich Friedrich Peters.

## Doprava
- Silnice II/200 je česká silnice II. třídy vedoucí na trase dálnice D5 – Bor (město) – Horšovský Týn.[2]

## Roky
- 200
- 200 př. n. l.

## Ostatní
- Náklad 200 je kódové označení používané v armádě Ruské federace pro přepravu těl padlých či jiným způsobem zemřelých vojáků; posléze eufemismus pro padlé vůbec.